# Маньязибаш
Маньязиба́ш (рос. Маньязыбаш, башк. Манъяҙыбаш) — присілок у складі Дюртюлинського району Башкортостану, Росія. Входить до складу Куккуяновської сільської ради.
Населення — 30 осіб (2010; 29 у 2002).
Національний склад:
- башкири — 62 %
- татари — 28 %